# José Ramón Sojo
José Ramón Sojo es un pequeño paraje rural de la Provincia de Buenos Aires, Argentina, perteneciente al partido de Saladillo.

## Ubicación
Se encuentra a 11 km al sudeste de la ciudad de Saladillo.

## Historia
El poblado nace a partir de la construcción del Ferrocarril Provincial de Buenos Aires en 1912.

## Población
Los servicios ferroviarios cesaron en 1961 generando un gran despoblamiento.
El poblado en 1938 contó con 1.358 habitantes.
Durante los censos nacionales del INDEC de 2001 y 2010 fue considerada como población rural dispersa, quedando el paraje como expresión de un pasado floreciente, rodeado de chacras.